# نرخ کلاک

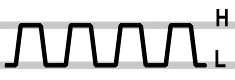
نرخ کلاک

نرخ کلاک (به انگلیسی: Clock Rate) (یا سرعت کلاک) معمولاً به بَسامَدی (فرکانسی) که یک واحد پردازش مرکزی (CPU) با آن کار می‌کند گفته می‌شود، که برحسب یکای هرتز (Hertz) بیان می‌شود.